# La Soufrière (núi lửa)
La Soufrière hay Soufrière Saint Vincent (phát âm tiếng Pháp: [sufʁjɛʁ sɛ̃ vɛ̃sɑ̃]; tiếng Vincent Creole: Soufra) là một núi lửa dạng tầng đang hoạt động ở hòn đảo Caribe Saint Vincent thuộc Saint Vincent và Grenadines. Đây là đỉnh núi cao nhất ở Saint Vincent, và đã có 5 đợt phun trào được ghi nhận kể từ năm 1718, lần phun trào gần nhất là tháng 4 năm 2021.

## Địa lý và cấu trúc
Với chiều cao 1234 mét, La Soufrière là đỉnh cao nhất ở Saint Vincent cũng như là điểm cao nhất ở Saint Vincent and the Grenadines. Soufrière là một núi lửa dạng tầng có hồ miệng núi lửa và là ngọn núi lửa trẻ nhất và ở cực bắc của hòn đảo.

## Lịch sử phun trào
La Soufrière đã có năm vụ phun trào trong suốt thời kỳ lịch sử được ghi lại. Nó phun trào dữ dội vào các năm 1718, 1812, 1902, 1979 và 2021. Bức tranh nổi tiếng của J. M. W. Turner về vụ phun trào vào ngày 30 tháng 4 năm 1812 thuộc Bảo tàng & Phòng trưng bày Victoria, Đại học Liverpool.

Vụ phun trào ở Saint Vincent vào ngày 6 tháng 5 năm 1902 đã giết chết 1.680 người, chỉ vài giờ trước khi núi Pelée trên Martinique phun trào khiến 29.000 người thiệt mạng. Khu vực tử thần, nơi hầu như tất cả những người đã thiệt mạng, chủ yếu nằm trong môi trường sống của Island Caribs, một dân tộc bản địa của Lesser Antilles ở Caribe. Tàn dư lớn cuối cùng của nền văn hóa Carib đã bị phá hủy do núi lửa.

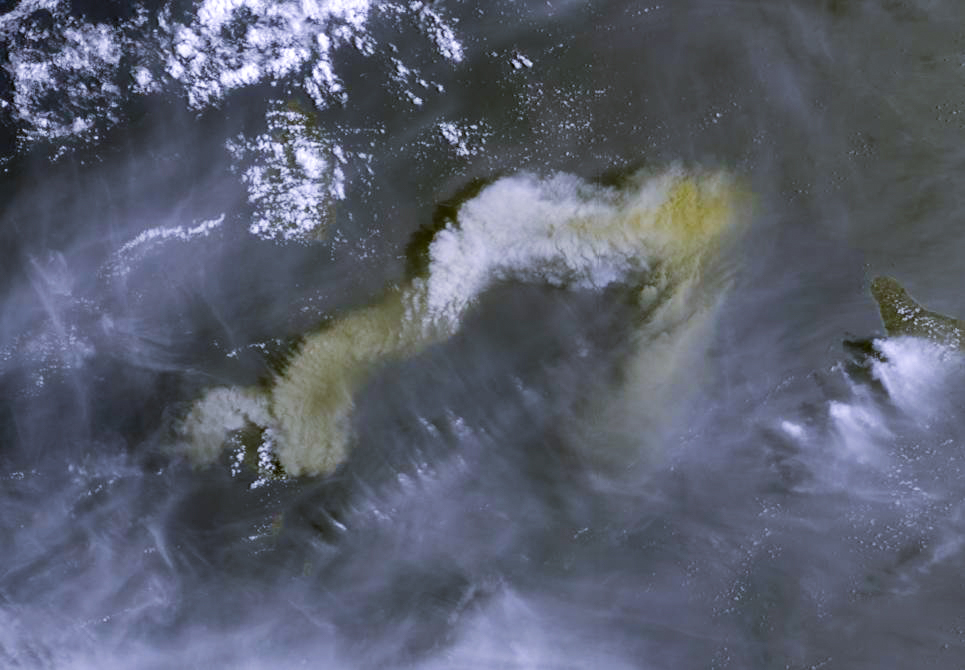
Đám mây núi lửa được vệ tinh Sentinel-3B nhìn thấy vào ngày 9 tháng 4 năm 2021

Một vụ phun trào vào tháng 4 năm 1979 không gây ra thương vong vì cảnh báo trước cho phép hàng nghìn cư dân địa phương di tản đến các bãi biển gần đó. Vụ phun trào năm 1979 đã tạo ra một đám tro bụi lớn kéo dài tới Barbados, cách 160 km (100 mi) về phía đông của núi lửa.

### Hoạt động 2020–2021
Hoạt động núi lửa gia tăng được quan sát thấy vào tháng 12 năm 2020; một vụ phun trào dữ dội hình thành một vòm dung nham mới bên trong miệng núi lửa vào ngày 27 tháng 12.